# Subfusil CS/LS7
El Subfusil CS/LS7 es una metralleta desarrollada por la Corporación Industrias Jianshe de Chongqing. El Subfusil CS/LS7 tiene una recámara con munición china DAP-92 de 9 × 19 mm o bien con munición 9 × 19 mm Parabellum.

## Historia
El Subfusil CS/LS7 forma parte de un programa de desarrollo de armas iniciado por el departamento de la policía china para adquirir un nuevo tipo de subfusil automático, reemplazando al antiguo subfusil tipo 79. Después de las pruebas, el subfusil CS/LS7 fue seleccionado para ser la metralleta de próxima generación de la fuerza policial china, y se presentó por primera vez en el 70.° aniversario de la República Popular China. Sin embargo, el ejército chino no solicitó ningún subfusil, por lo que inicialmente el CS/LS7 no tenía una designación militar oficial del Ejército Popular de Liberación (EPL).

## Diseño
El subfusil cuenta con un Riel Picatinny en la parte superior del arma. El arma fue vista en manos de los soldados del EPL en el desfile del 70 aniversario de la RPC. La configuración del arma se puede cambiar a petición del cliente. El CS/LS7 utiliza un mecanismo para reducir el retroceso. La parte superior del arma está hecha de metal, mientras que la parte inferior ha sido fabricada usando varios polímeros. El arma tiene un sistema de recarga ambidiestro, un selector de fuego y una palanca de liberación del cargador. La culata móvil del arma se puede quitar y reemplazar por una culata fija. El guardamanos también se puede reemplazar por una empuñadura frontal integrada, similar a la del subfusil MP5K, la versión más corta del MP5 equipada con una empuñadura especial . El arma también está equipada con una mira holográfica QMQ-171.

## Usuarios
Los principales usuarios del arma son los siguientes:
- Argelia: Ejército Nacional Popular de Argelia.
- China: Policía Armada Popular, Ministerio de Seguridad Pública, Ejército Popular de Liberación (EPL).
- Venezuela: Fuerza Armada Nacional Bolivariana.